# Jorge Jacobson
Jorge Alberto Jacobson (Buenos Aires, 25 de febrero de 1936 - Ibidem, 31 de julio de 2014) fue un periodista y presentador de radio y televisión argentino.

## Biografía
Era hijo de Jaime Jacobson (fallecido en 1966) y hermano de Roberto "Tito" Jacobson, ambos periodistas, como su yerno Antonio Fernández Llorente, casado con su hija, Verónica.
En 2008 fue sometido a una angioplastia en la Clínica Suizo Argentina a manos del doctor Luis De la Fuente, mediante la colocación de stents e intervenido por el mismo equipo del cardiólogo intervencionista De la Fuente quien también había operado a su hermano Tito.
En 2010 fue operado por una arritmia en el sanatorio De los Arcos donde se le implantó un marcapasos.
A fines de enero de 2014, acudió al Instituto del Diagnóstico con fuertes dolores en el pecho y debió ser operado de urgencia debido a un infarto agudo en curso. Le realizaron una segunda angioplastia.
Según Fuentes, el comunicador presentaba un estrés acumulado y laboral tras el fallecimiento de su esposa meses antes.

## Trayectoria
Entrevistó a figuras como Orson Welles, Elizabeth Taylor, Frank Sinatra, Fidel Castro, Juan Pablo II y Los Beatniks.

### Gráfica
Trabajó entre 1954 y 1966 en el diario Clarín, donde empezó como cadete y fue ascendiendo. Después pasó a Diario Crónica, hasta 1972.
Junto a José Dominianni fundaron la revista de cine La Gaceta del Espectáculo.

### Radio
De la mano de su padre entró a la radio como integrante del ciclo de crítica cinematográfica Pantalla gigante, con Pipo Mancera.
Pasó por Radio del Plata, Radio La Red, Radio 10 y Radio Continental (Semanario Continental), donde también condujo el programa "Tiempos modernos", junto a Oscar Gómez Castañón, con el que obtuvo un premio Martín Fierro en 1994 y 1996. En Radio Rivadavia, condujo el programa "Asuntos propios". También fue conductor de programas como Dejando dos, con Emilio Ariño y de Buenos muchachos, entre otros.

### TV
Se desempeñó en televisión como comentarista para los canales 13, 7 y 9; condujo el noticiero Telefe Noticias entre 1999 y 2010.
- 1970: Radiolandia en TV, junto a Lucho Avilés, Susana Fontana, Juan Alberto Mateyko, Leo Vanés y Tito Jacobson, por Teleonce.
- 1971: Satélite 13, emitido por Canal 13, con Juan Carlos Pérez Loizeau y Marcela Franceschini.
- 1972: Radio, Cine y Teatro en TV, con Juan Alberto Badía, Leo Vanés y Olga O'Farrell.
- 1984: Por la Tarde, junto a Juan Carlos Pérez Loizeau y Virginia Hanglin.
- 1990-2010: Telefe Noticias. Con un equipo que contó con Juan Carlos Pérez Loizeau, Amalia Rosas, María Elvira Areces, Franco Salomone, María América González, Rosario Lufrano, Ernesto Cherquis Bialo, Dr. Eduardo Lorenzo Borocotó, Bernardo Neustadt, Claudia Cherasco, Laly Cobas, Rosemarie, Fanny Mandelbaum, Ulises Lencina, Jorge Pizarro, Carlos Asnaghi, Eduardo Palucci, Carlos "Pato" Méndez, Ricardo Ruiz, Marilú Smith, Nadia Zyncenko, Carlos Montero Jr., Paula Trapani, Fabián Rousselot, Daniel Frescó, Dolores Cahen D'Anvers, Orestes Katorosz, Fernando Menéndez, Omar Fajardo, Juan Castro y Diego Bustos.
- 2009: Panorama.
- 2010: Todo por nada, en Metro.[2]

El 3 de septiembre de 2010, se retiró del programa que condujo por 11 años en Telefe noticias, con una despedida televisada en la que participaron amigos y colegas.

## Controversias
En 1990 se peleó con el conductor Lucho Avilés en Telefe, donde irrumpió en plena emisión del programa Indiscreciones para increparlo. El episodio terminó a las trompadas, con un litigio judicial y con Jacobson despedido del canal, al que se reincorporaría poco tiempo después.
A fines de 2010, entrevistado en el programa radial "Perros de la calle", criticó a la actriz y comediante travesti Florencia de la V como candidata a Mujer del año, y se refirió a ella como "un tipo que mea de parado" (sic). Recibió una fuerte respuesta por parte de Florencia de la V, quien aseguró que se expediría a través del Instituto Nacional contra la Discriminación, la Xenofobia y el Racismo (INADI).

## Premios y distinciones
- 1975 - Reporter del Espectáculo.
- 1987 - Cruz de Plata Esquiú.
- 1987 - Premio Konex.
- 1991 - Quinquela de Oro.
- 1997 - Santa Clara de Asís.
- 1997 - Premio Konex.

## Fallecimiento
Murió víctima de un paro cardiorrespiratorio, en la tarde del 31 de julio de 2014. Mientras almorzaba en un restaurante, por el cumpleaños de su nieta mayor, comenzó a sentirse mal y perdió el conocimiento; varias ambulancias llegaron e intentaron reanimarlo durante 45 minutos, pero sin resultado. Sus restos descansan en el Cementerio Jardín de Paz de Pilar, en la provincia de Buenos Aires.